# IEBUPDTE
IEBUPDTE ist ein Hilfsprogramm, das in IBM-Großrechnerbetriebssystemen seit OS/360 verwendet wird, wenn mittels JCL „sequentiuelle“ oder „partitioned datasets“ (Dateien) modifiziert werden sollen. Der Hauptanwendungsbreich liegt in Änderungen auf Sourcecode-, Macro- oder JCL Bibliotheken. Das Programm gehört in die Gruppe einer ganzen Reihe von Hilfsprogrammen  (Utilities) zur Dateibearbeitung wie IEBCOPY, IDCAMS und IEBGENER.

## Funktionalität
Die Kernfunktionalität umfasst:
- Anlegen und aktualisieren von (Sourcecode-)Bibliotheken
- Modifizieren von sequentiellen Dateien oder Membern in PDS / PDSE datasets
- Ändern der Organisationsform von Dateien von „sequentiuell“ auf „partioned“ und zurück

Eine entscheidende Limitierung des Programms besteht darin, dass nur Dateien mit einer festen Satzlänge mit nicht mehr als 80 Byte bearbeitet werden können. Diese Limitierung geht auf Zeit zurück, als Daten und zugehörige Programme auf Lochkarten gespeichert waren.

## Praktische Bedeutung
Das Programm IEBUPDAT aus den frühen 1970er Jahren ist der Vorgänger vom IEBUPDTE Programm. Mit der Einführung von ISPF unter TSO Anfang der 1980er Jahre ging die Verwendungshäufigkeit von IEBUPDTE zurück. Das Programm hat Stand heute (2020er Jahre) kaum noch eine praktische Bedeutung. Es ist aus Kompatibilitätsgründen jedoch auch in der aktuellen z/OS-Version vorhanden.